# Cupa României 1950
La Cupa României 1950 è stata la tredicesima edizione della coppa nazionale disputata tra il 2 luglio e il 26 novembre 1950 e conclusa con la vittoria del CCA București, che ha bissato il successo dell'anno precedente.

## Sedicesimi di finale
Gli incontri si sono disputati il 2 luglio 1950.
| Squadra 1                | Risultato | Squadra 2              |
| ------------------------ | --------- | ---------------------- |
| Locomotiva Arad          | 2 - 1     | CSU Timișoara          |
| Metalul Baia-Mare        | 1 - 3     | Progresul Oradea       |
| Mecano-Naval Brăila      | 1 - 6     | Partizanul Bucarest    |
| Spartac BRPR București   | 3 - 1     | Metalul Bucarest       |
| CSA Cluj                 | 3 - 0     | Locomotiva Târgu-Mureș |
| PCA Constanța            | 0 - 3     | CCA București          |
| Metalul Făgăraș          | 2 - 4     | Locomotiva Sibiu       |
| Metalul Hunedoara        | 1 - 2     | Flamura Roșie Arad     |
| CSU Iași                 | 1 - 0     | Locomotiva Iași        |
| Metalul Oțelu-Roșu       | 0 - 2     | Locomotiva Timișoara   |
| Partizanul Ploiești      | 2 - 4     | Dinamo Bucarest        |
| Partizanul Câmpina       | 1 - 2     | Dinamo Brașov          |
| Metalul Sibiu            | 1 - 1 dts | Partizanul Petroșani   |
| CSA Someșeni             | 0 - 2     | CSU Cluj               |
| Unirea Tr.Măgurele       | 3 - 9     | Locomotiva Bucarest    |
| Locomotiva Turnu Severin | 5 - 2     | Metalul Reșița         |

## Ottavi di finale
Gli incontri si sono disputati tra il 16 agosto e il 7 settembre 1950.
| Squadra 1                | Risultato | Squadra 2            |
| ------------------------ | --------- | -------------------- |
| CSU Cluj                 | 0 - 1     | Flamura Roșie Arad   |
| Locomotiva Arad          | 6 - 2     | Partizanul Petroșani |
| Dinamo Bucarest          | 4 - 3     | Partizanul Bucarest  |
| Spartac BRPR București   | 0 - 2 dts | Locomotiva Sibiu     |
| CSA Cluj                 | 2 - 2     | Progresul Oradea     |
| CSU Iași                 | 2 - 4     | CCA București        |
| Dinamo Brașov            | 4 - 3     | Dinamo Brașov        |
| Locomotiva Turnu Severin | 1 - 2     | Locomotiva Timișoara |

## Quarti di finale
Gli incontri si sono disputati tra il 10 settembre e il 12 ottobre 1950
| Squadra 1            | Risultato | Squadra 2          |
| -------------------- | --------- | ------------------ |
| Locomotiva Sibiu     | 1 - 0     | Locomotiva Arad    |
| CCA București        | 4 - 2     | Dinamo Brașov      |
| Locomotiva Timișoara | 1 - 2     | Flamura Roșie Arad |
| Progresul Oradea     | 2 - 1     | Dinamo Bucarest    |

## Semifinali
Gli incontri si sono disputati tra il 25 ottobre e il 1º novembre 1950
| Squadra 1          | Risultato | Squadra 2        |
| ------------------ | --------- | ---------------- |
| Flamura Roșie Arad | 3 - 2     | Progresul Oradea |
| Locomotiva Sibiu   | 0 - 2     | CCA București    |

## Finale
Facile vittoria per la squadra della capitale che bissa il successo dell'anno precedente.
| Arbitro: | Andrei Bölöni (Brașov) |

|                                                                    |           |                   |
| Alexandru Apolzan 44’rigore Nicolae Roman 72’ Petre Moldoveanu 90’ | Marcatori | 89’ Andrei Mercea |